# Michael Jordan
Michael Jeffrey Jordan (sinh ngày 17 tháng 2 năm 1963), cũng được biết đến bởi tên viết tắt của mình MJ, là một doanh nhân và cựu cầu thủ bóng rổ nhà nghề nổi tiếng thế giới người Mỹ gốc Phi đã giải nghệ. Ông được xem như là cầu thủ bóng rổ vĩ đại nhất mọi thời đại, một trong những vận động viên thể thao vĩ đại nhất ở thời đại của mình và là người đã đem lại sự phổ biến rộng khắp môn bóng rổ của NBA ra toàn thế giới trong thập niên 1980 và thập niên 1990.
Sau khi thi đấu một cách nổi bật trong màu áo của đại học Bắc Carolina, Jordan tham gia vào đội Chicago Bulls của NBA năm 1984. Anh nhanh chóng nổi lên như một trong những ngôi sao của đội tuyển. Mọi người trở nên thú vị với những màn ghi điểm thành công của anh. Cùng khả năng vượt trội của mình, Jordan đã toả sáng khi trình diễn khả năng slam dunk (úp rổ) của mình ở vạch ném phạt trong Cuộc thi slam dunk, điều này đã mang lại cho anh nick name "Air Jordan" ("Jordan không trung") hay "His airness" như một sự khen ngợi xứng đáng của khán giả. Anh cũng có được danh tiếng là một trong những cầu thủ bóng rổ phòng thủ tốt nhất. Năm 1991, anh chiến thắng và đạt được danh hiệu vô địch NBA lần đầu tiên với đội Bulls và tiếp sau đó là các danh hiệu vô địch năm 1992, 1993. Điều này giúp anh giành được "cú ăn ba" - 3 lần vô địch liên tiếp (lặp lại). Cho dù Jordan ra đi khỏi NBA một cách đột ngột vào tháng 10/1993 với tuyên bố giải nghệ ở tuổi 30 (sau cái chết của cha - là James Jordan - do bị ám sát, anh đã bị sốc) để theo đuổi sự nghiệp bóng chày, tuy nhiên anh đã trở lại với Bulls vào năm 1995 và dẫn dắt đội chinh phục thêm các danh hiệu vô địch (vào các năm 1996, 1997 và 1998). Với đội Bulls của anh vào mùa giải 1995-96 đạt kỉ lục "NBA-record 72 regular-season games" cho đến khi bị Golden State Warriors phá ở mùa giải 2015-2016 với thành tích 73-9. Jordan giải nghệ lần 2 năm 1999 nhưng anh lại quay về với NBA sau hai mùa giải một lần nữa với tư cách là cầu thủ của đội Washington Wizards từ năm 2001 đến 2003.
Thành công cá nhân của Jordan đã thực hiện được bao gồm 5 giải thưởng NBA MVP (Most Valuable Player-"Cầu thủ xuất sắc nhất trong một mùa giải" của NBA), 15 lần được chọn vào đội hình chính của All-NBA (đội hình tập hợp các ngôi sao của NBA), 9 lần được vinh dự chọn vào đội hình chính của All-Defensive (đội hình phòng thủ tốt nhất), 14 lần tham dự thi đấu All-Star (đội hình thi đấu giữa các ngôi sao miền Đông và miền Tây của Mĩ) cùng 3 lần đạt All-Star MVP (Cầu thủ xuất sắc nhất trong trận All-Star), 10 danh hiệu ghi điểm, 3 danh hiệu về tranh cướp bóng, 6 lần NBA Finals MVP (Cầu thủ xuất sắc nhất vòng chung kết NBA) và giải thưởng "Cầu thủ phòng thủ hay nhất" năm 1988. Anh lập kỉ lục ghi điểm trung bình một trận cao nhất trong các mùa giải thường của NBA là 30.1 điểm/trận, cũng như kỉ lục 33.4 điểm/trận trong các vòng đấu playoffs. Năm 1999, anh được kênh truyền hình thể thao nổi tiếng ESPN bình chọn là "Vận động viên Bắc Mĩ vĩ đại nhất thế kỉ 20" và đứng thứ 2 sau Babe Ruth trong danh sách các vận động viên thế kỉ của AP" (Associated Press). Ông là một trong bảy cầu thủ trong lịch sử bóng rổ đạt danh hiệu "Triple Crown" - có được chức vô địch NCAA, chức vô địch NBA, và huy chương vàng Olympic (làm như vậy hai lần với Đội bóng rổ nam của Hoa Kỳ vào năm 1984 và 1992). Tất cả các giải thưởng khiến ông trở thành một người hai lần được vinh danh vào Basketball Hall of Fame, đã được ghi nhận trong năm 2009 cho sự nghiệp cá nhân của mình, và một lần nữa vào năm 2010 như là một phần của đội tuyển Olympic bóng rổ nam của Hoa Kỳ ("The Dream Team").
Jordan cũng được biết đến với sự ủng hộ sản phẩm của mình. Ông thúc đẩy sự thành công của giày Nike's Air Jordan sneakers, đã được giới thiệu vào năm 1985 và vẫn còn phổ biến đến hiện nay. Jordan cũng đóng vai chính trong bộ phim năm 1996 "Space Jam" về sự nghiệp chính mình. Năm 2006, ông trở thành đồng sở hữu và người đứng đầu các hoạt động bóng rổ cho CLB Charlotte Bobcats, sau này đổi tên thành Charlotte Hornets, mua kiểm soát lãi suất trong năm 2010. trong năm 2015, Jordan đã trở thành vận động viên đầu tiên trong lịch sử để trở thành một tỷ phú, theo Forbes.

## Thời ấu thơ
Michael Jordan được sinh ra tại một gia đình nề nếp, trong những khu phố khá giả tại Brooklyn, New York. Mẹ anh bà Deloris, là một nhân viên ngân hàng. Người cha, James Jordan, là một chuyên gia giám sát thiết bị. Michael có hai anh trai, một chị gái và một em gái. Một trong hai người anh của Michael đã làm tới chức Trung đoàn trưởng một trung đoàn không quân Hoa Kỳ. Những người còn lại đều được ăn học đàng hoàng và có nghề nghiệp ổn định. Nhưng Michael là thành viên đặc biệt trong nhà. Bộc lộ tài năng bóng rổ từ sớm, Michael được cha hết mực ủng hộ. Ông James, dù yêu thích bóng chày, luôn sẵn sàng dành vài giờ mỗi ngày để đưa con trai đi chơi bóng rổ. Ông cũng là người động viên Michael khi cậu nhóc bị chê thấp bé ở đội bóng trường trung học Laney. Thời điểm đó, Michael vẫn còn lưỡng lự giữa các lựa chọn theo nghiệp bóng rổ, bóng bầu dục hay bóng chày. Khi Michael được Chicago Bulls chọn ở kỳ NBA Draft 1984, ông James đã mừng phát khóc vì biết con trai đã phải nỗ lực thế nào để vừa lấy được bằng tốt nghiệp đại học Bắc Carolina, vừa theo đuổi sự nghiệp bóng rổ. Đáp lại, Michael không làm cha thất vọng. Nước Mỹ vẫn luôn nhớ bức ảnh Michael và James Jordan ôm nhau vui mừng sau chức vô địch NBA đầu tiên giành được với Chicago Bulls năm 1991. Tiếp theo đó anh đã không làm cha mẹ thất vọng và tiếp tục vô địch 2 giải NBA tiếp theo, nhờ đó Michael Jordan không chỉ là ngôi sao sáng nhất NBA mà còn là biểu tưởng số một của nền thể thao Mỹ.